# Muraqqa

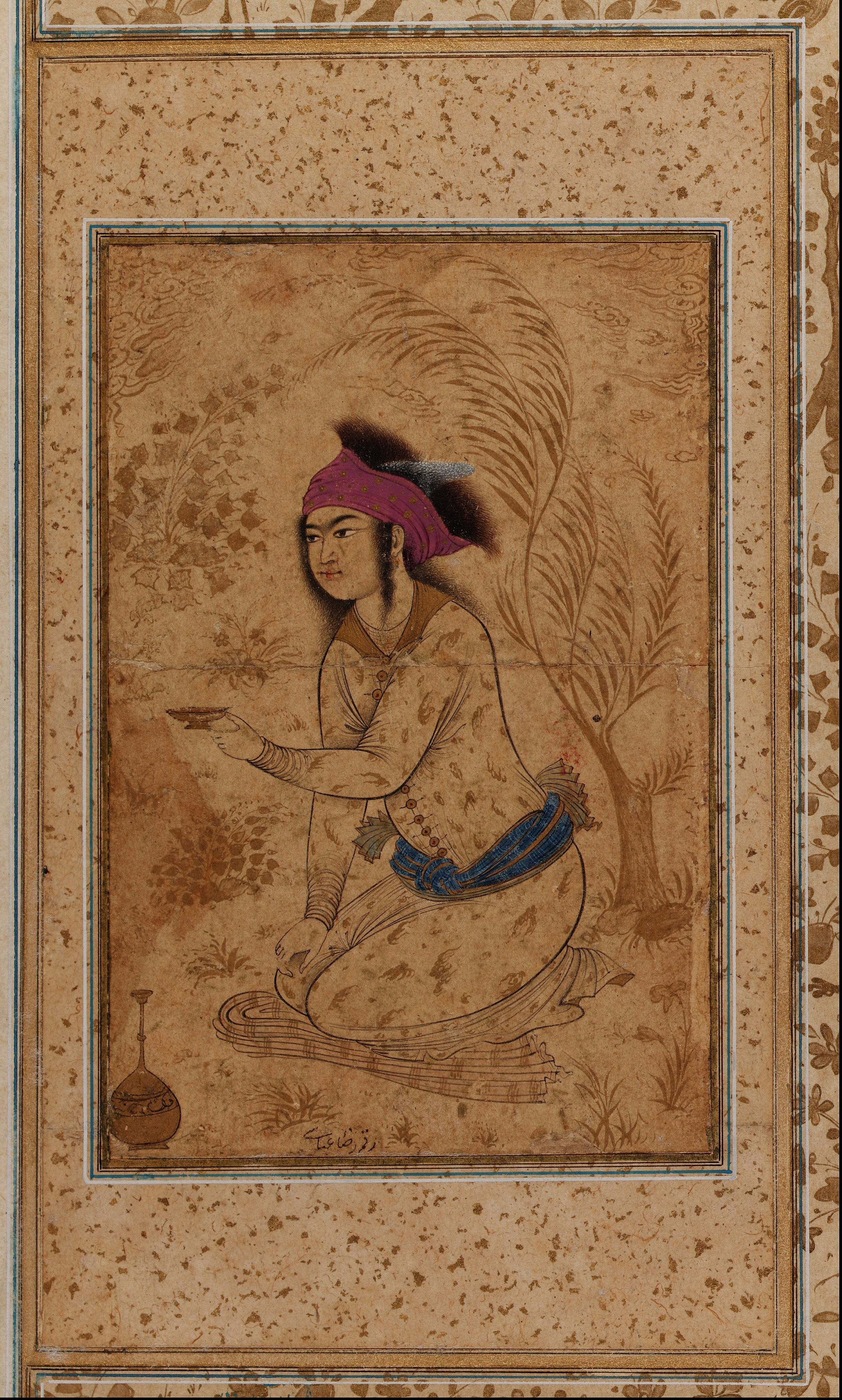
La joventut agenollada i sostenint un got de vi. Període Safavid, principis del. Escola d'Esfahan. Tinta i color damunt de paper. Galeria Free Sackler F1928.10

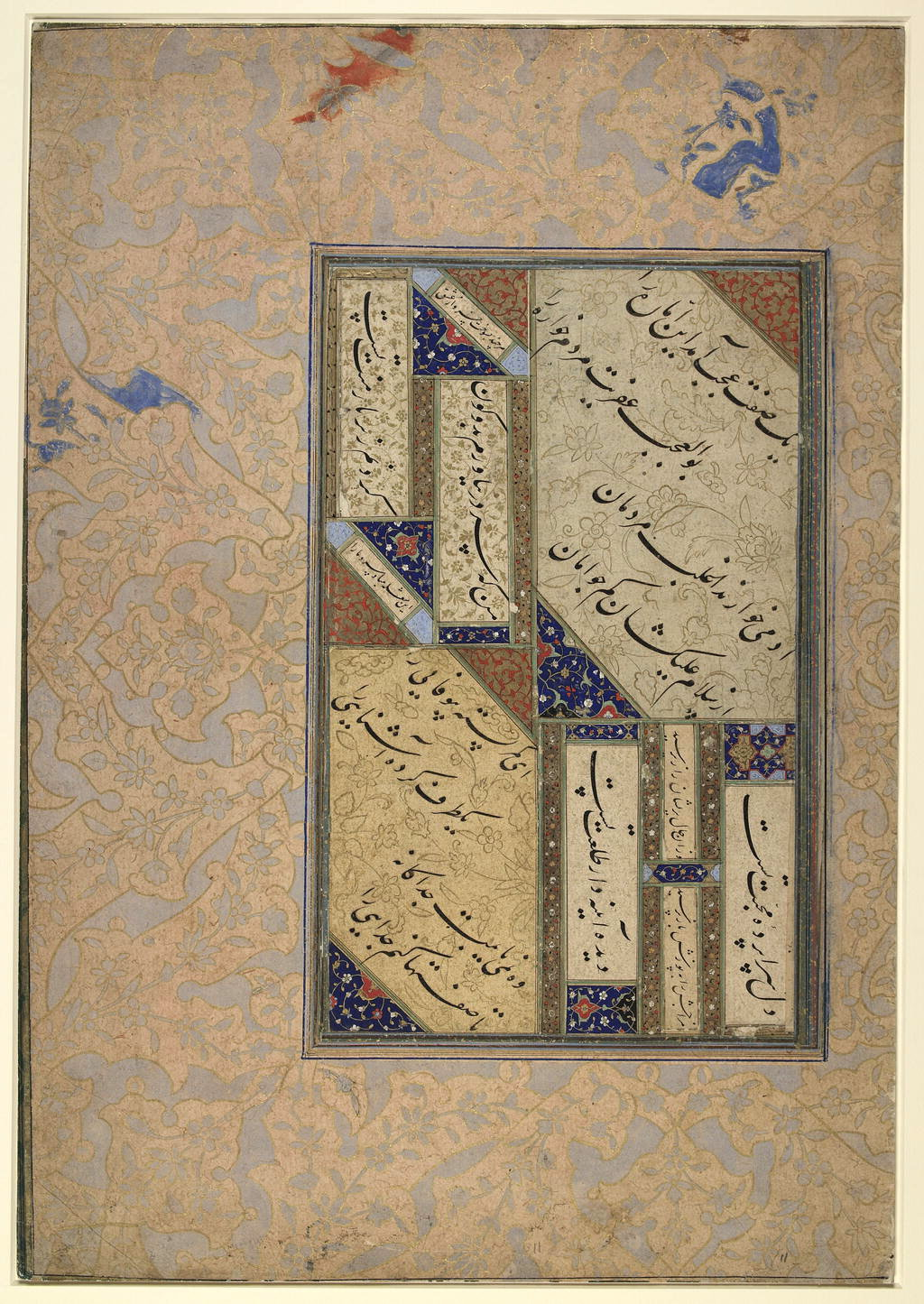
Alguns versos en caligrafia persa nasta'liq, probablement amb una única pàgina preparada per una muraqqa; segle XVII-XVIII

Una muraqqa (turc: murakka; àrab: مورقة, muraqqa; persa: مُرَقّع) és un àlbum en forma de llibre que conté pintures en miniatura islàmiques i exemplars de cal·ligrafia islàmica, normalment de fonts diverses, i a voltes de temàtiques diverses. Aquests àlbums es van fer populars entre els col·leccionistes del món islàmic, i al final del segle xvi es van convertir en el format predominant de la pintura en miniatura en els imperis persa safàvida, mogol i otomà, i que afectaria a la direcció agafada per les tradicions de pintura de la miniatura persa, la miniatura otomana i la miniatura mogola. L'àlbum va substituir en gran manera el manuscrit il·lustrat a gran escala dels clàssics de la poesia persa, que havia estat el vehicle típic dels millors pintors en miniatura fins a aquell moment. El gran cost i retard d'encarregar un treball de qualitat superior tant gran, els restringia bàsicament als governants i a un grapat d'altres grans figures que solien mantenir un taller complet de cal·ligrafia, artistes i altres artesans, amb un bibliotecari gestionava tot el procés. Els àlbums podria ser compilat amb el temps, pàgina per pàgina, i sovint podien incloure miniatures i pàgines de cal·ligrafia de llibres més antics que estaven desglossats per aquest propòsit, i permetien que un cercle més ampli de col·leccionistes tingués accés als millors pintors i cal·lígrafs, tot i que eren també compilats per, o presentat a, xas i emperadors. Les primeres muraqqa, s'han trobat a la cort del Herat del príncep timúrida Baysunghur a principis del segle xv, en què la forma esdevingué important per la pintura en miniatura. La paraula muraqqa significa «allò que ha estat ajuntat».
Els treballs d'un àlbum, generalment de mides originals diferents, eren retallats o muntats en pàgines de mida estàndard, sovint amb la decoració afegida a les vores. Quan la compilació es considerava completa, es lligava, sovint de manera luxosa, amb una coberta per llibres islàmics que podia estar altament decorada amb pintura lacada, estampat d'or sobre la pell, o altres tècniques. Altres muraqqa podien estar relligats en una forma especial de concertina. Molts van ser confeccionats amb pàgines de cal·ligrafia que es combinaven amb miniatures, aparellant el vers i la imatge, la qual cosa permetia una gran creativitat per part del compilador. Els àlbums que contenien només cal·ligrafia tendien a ser ordenats cronològicament per mostrar el desenvolupament d'un estil. Les enquadernacions de molts àlbums, permetien afegir o eliminar elements, o només eren canviats al centre de la pàgina. Aquests canvis es feien sovint, i alguns àlbums tenien marques que permeten rastrejar els canvis portats a terme. Els millors àlbums tenien pròlegs escrits especialment per l'ocasió, que serien l'origen d'una gran proporció de les tècniques contemporànies d'escriptura supervivents en les arts del llibre, amb les biografies de pintors i cal·lígrafs. Pel que fa als cal·lígrafs aquestes pàgines es convertirien en una font d'ingressos important, ja fos amb la utilització majoritària de textos clàssics de poesia o gazal, però de vegades un extracte de l'Alcorà, potser donat-li un lloc d'honor al principi de l'àlbum. Les pàgines dels àlbums sovint tenien àrees d'il·luminació decorada (com en la il·lustració) que compartien el seu motius amb altres suports, especialment les cobertes de llibres, els dissenys de catifes, el disseny de les quals podria ben be ser majoritàriament produïda pel mateix artista de cort, que enviaria els motius als telers.
Tot i que la tradició clàssica de manuscrits il·luminats s'havia concentrat en escenes força denses i amb un fort contingut, com il·lustracions dins els textos clàssics i extensos com el Shahnameh i el Khamsa de Nizami, la miniatura que es va dissenyar en un principi per a una muraqqa aviat va evolucionar cap a unes escenes més senzilles amb menys figures i més grans, que sovint mostraven belleses idealitzades, en un entorn enjardinat, o figures de gènere de vida nòmada, normalment sense una identitat real o fictícia subjectades a elles. En la India Mogol els retrats realistes, gairebé sempre de governants o cortesans, es van convertir en una característica molt comuna, i en els retrats dels sultans otomans, sovint molt estilitzats, eren d'una especialitat particular. Les escenes completament acolorides tendien a donar pas a dibuixos parcialment dibuixats, o a pintures parcials o a figures amb poc o cap rerefons. L'àlbum es solapava fins a cert punt amb l'antologia, una col·lecció de peces diferents on es feia l'èmfasi principal en els textos, però que també podia incloure les pintures i dibuixos inserits en fonts diferents.

## Tradicions

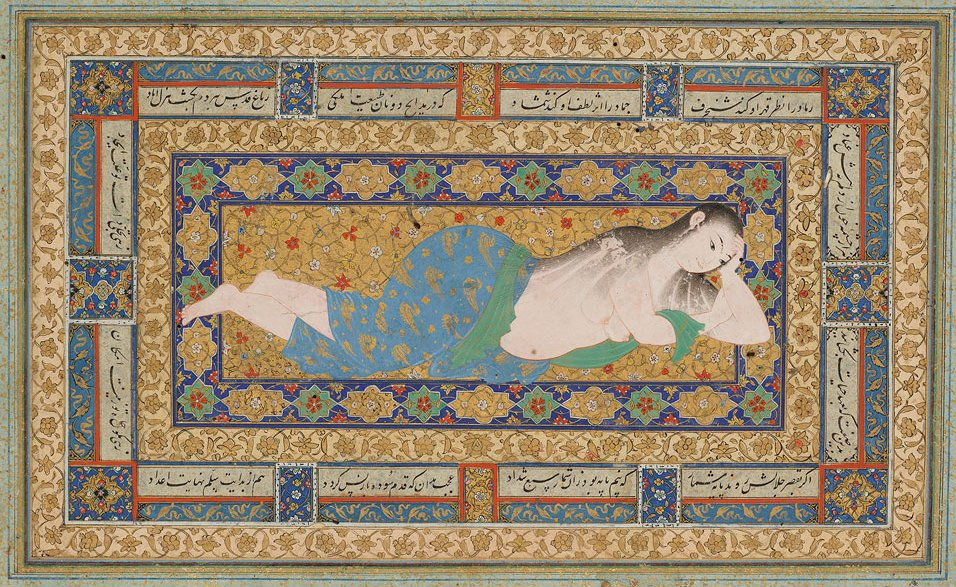
Una jove descansant després d'un bany, Herat 1590s, una única miniatura pel mercat de muraqqa

### Pèrsia
La tradició dominant de pintura de miniatura a la tardana Edat Mitjana tardanes va ser la de Pèrsia, la qual tenia diversos centres, que depenien tots d'un únic mecenes, ja fos el proi xa, o el governador que exercia en una part de l'imperi, des d'un centre com ara Herat. Aquí Baysunghur va ser un important mecenes a principis del segle xv, així com el governant d'una part més llunyana de la societat presa, en un centre com Bukhara. A mesura que la dinastia safàvida centralitzava el poder al segle xvi, el número de potencial de mecenes d'un taller complet es va reduir, mentre que el taller del xa s'expandia i produïa llibres magníficament il·lustrats, utilitzant una gran varietat d'artistes de gran talent. Tanmateix, en el 1540, el xa Tahmasp I, que anteriorment havia estat un gran mecenes, va perdre l'interès per producció bibliogràfica, i posteriorment, la tradició de pintura en miniatura persa no va tenir una font permanent de comissions per produir llibres d'estil antic. Després d'un buit d'uns anys, el nebot de Tahmasp, Ibrahim Mirza va establir un taller a Mashad sobre el 1560, al que el xa Ismail II es va encarregar un cop de la seva mort el 1577. Però el regnat d'Ismail va ser breu, i després era necessari trobar un líder fort a gran escala. Va ser en aquest període que la miniatura única dissenyada per inserir en un àlbum va trobar el seu punt culminant, produint-se molts treballs que van ser la principal font d'ingressos de molts artistes. Probablement, aquests es produïen de forma especulativa sense comissió, venent-se després, tot i que no es te gaire coneixement del mercat de miniatures d'album.
L'artista que reprengué la miniatura d'àlbum persa fou Riza Abbasi, actiu en la dècada dels 1580 fins a la seva mort el 1635. Les primeres miniatures soles de grups eren una mica com aquelles de les escenes narratives, però no tenien cap relat real. Aviat va canviar, desenvolupant formes majoritàries d'una o dues figures, sovint retratades, tot i que es donessin i reconeguessin molt poques identitats. Hi va haver un nombre gran de joves bells, als quals se'ls hi prestava una atenció especial a la seva roba.

### Turquia

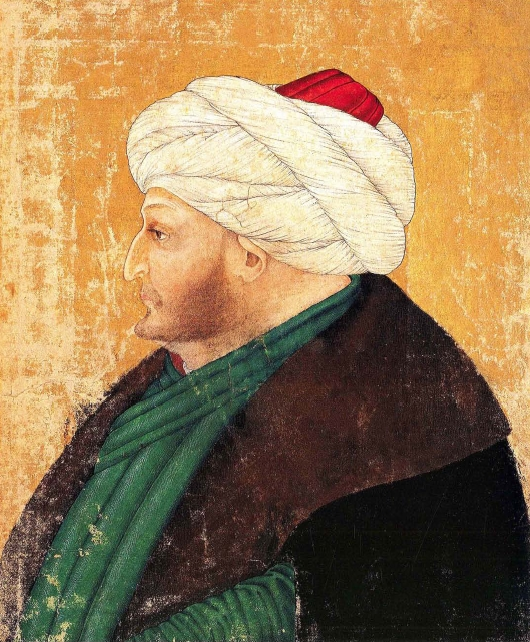
Retrat de de Mehmet II (1432-1481), mostrant la influència italiana

La millor pintura otomana estava fortament concentrada a la capital, que des de 1453 era Istanbul, i el mecenes mes important era sempre el Sultà. La biblioteca reial restava pràcticament intacta al Palau Topkapi, la qual va ser enriquida per manuscrits perses, agafats durant les diverses invasions otomanes a Pèrsia oriental, i més tard, després d'un tractat del 1555, sovint es van rebre regals diplomàtics. Molts d'aquests manuscrits es van dividir per utilitzar-ne les miniatures en els àlbums. Els artistes perses van ser captats des de pràcticament l'inici de la tradició otomana. Especialment en el segle XVI; setze artistes van ser incorporats amb la conquesta d'Otomana de Tabriz el 1514, tot i que en el 1558 els registres de palau només detecten nou artistes estrangers de totes les classes, contra els vint-i-sis turcs. Però a principis del segle xvi es pot veure un estil otomà diferent, amb imatges que mostren un paisatge més senzill, amb mes mar i vaixells, campaments atapeïts, paisatges urbans llunyans, caracterització individual de les cares, però també una tècnica menys refinada. Hi va haver una forta influència europea, majoritàriament de Venècia, però que es va limitar als retrats.
Els àlbums turcs incloïen barreges de miniatures recopilades similars a les de Pèrsia, i sovint incorporaven peces perses, a mes de dibuixos de ploma força més elaborats, de naturalesa essencialment decorativa, amb motius de fullatge, ocell o lanimal tractats en aquest estil. Els àlbums dedicats als sultans, amb retrats i textos laudatoris, és un tipus distintiu de l'àlbum turc. També hi havia àlbums d'escenes de vida turca, mostrant la moda dels vestits relativament uniformes de les diferents posicions dels graus de la societat, i dels mètodes de tortura i execució. També altres escenes d'interès als estrangers majoritàriament occidentals van ser produïts per aconseguir gràfics, similars a les que es feien a Europa occidental.
Un tipus de miniatura molt característic nomes es troba en àlbums de tradició otomana, tot i que podrien haver estat portats de Pèrsia com a botí, o no estiguessin destinats inicialment als àlbums. Es tracta d'unes vuitanta imatges misterioses i potents van agrupar sota el nom de Siyah Qalam, significant "Bolígraf Negre" (o bolígraf de mal o begut), ple de dimonis i escenes que suggereixen la vida nòmada en l'Àsia central, encara que també s'hagi suggerit que vinguessin d'un únic artista de la cort que va deixar la seva empremta imaginativa. Es podien datar des de principis del segle xv, que arribaria a Turquia en el segle xvi.
Un altre tipus d'obra típicament otomana és el découpage o miniatura tallada de paper, en al que s'utilitzaven diferents colors, tallats amb detalls minúsculs i encolats junts per formar una imatge. Aquesta tècnica es va utilitzar per les cobertes de llibres a Timurid (Pèrsia), que després es van vernissar per damunt per poder-los protegir. A Turquia, les imatges es van tractar com a miniatures i van anar a l'interior dels àlbums. Aquesta tècnica era també molt utilitzada per la decoració de les vores de les pàgines.

### Subcontinent indi

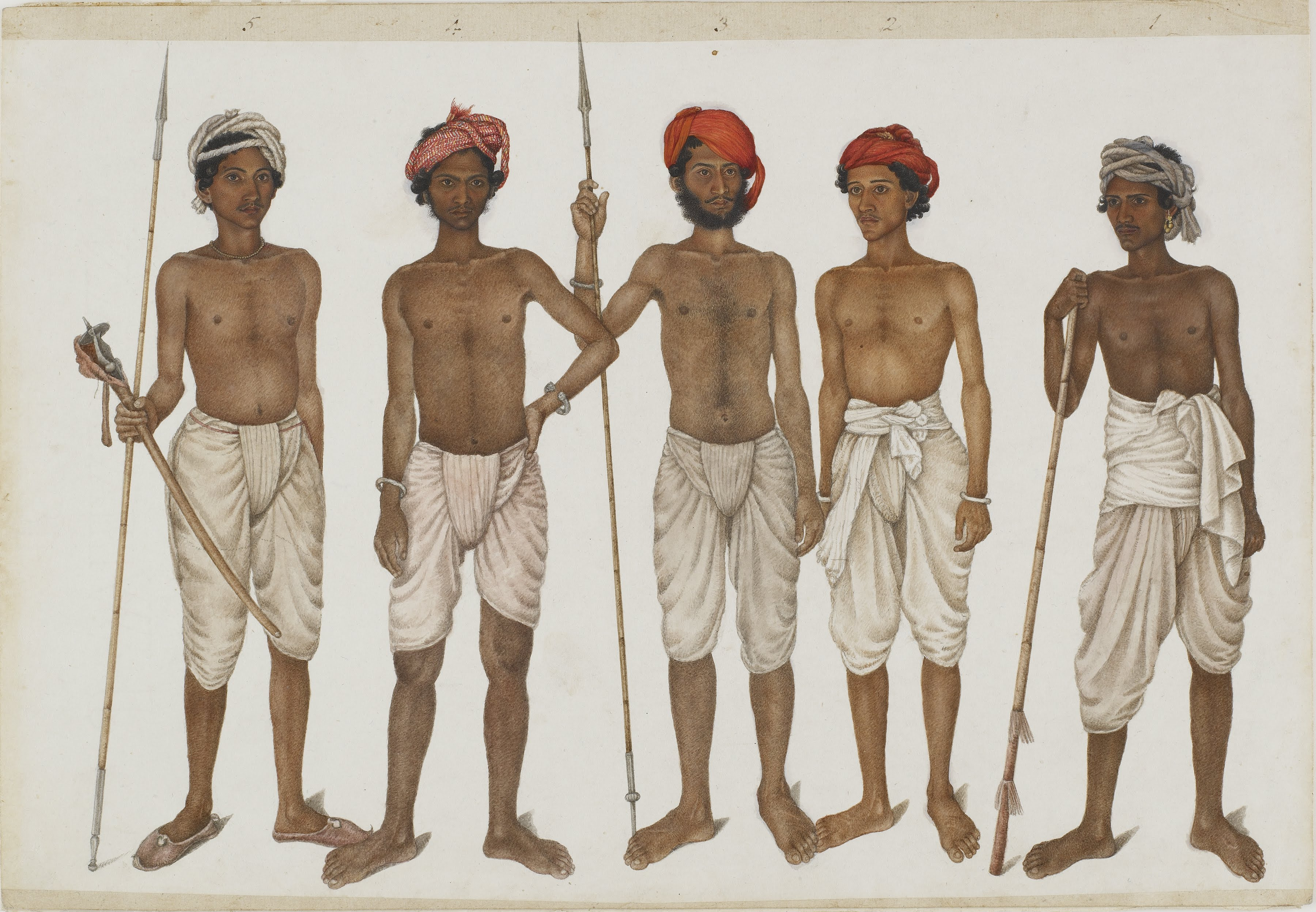
Miniatura d'estil companyia anglesa de les indies, respresenta a Cinc reclutes en una unitat militar britànica de l'India, c. 1815

La dinastia mogol al subcontinent indi va establir força més tard un gran taller el qual no va començar fins després de l'exili a Pèrsia del segon emperador, Humayun. A la seva tornada sobre el 1549 s'hi van afegir artistes perses com Abd as-Samad. L'estil Mogol es va desenvolupar sota el següent l'emperador, Akbar, qui va encarregar alguns llibres il·lustrats molt grans, tot i que els seus artistes van produir miniatures soltes creades també per als àlbums. En el cas del Jahangirnama, l'emperador Jahangir, va mantenir un diari i va encarregar quadres per separat, que probablement es van donar a conèixer en el Kitabkhana (किताबखाना), fins que van poder-los aplegar en la seva contribució oficial al gènere de la cort. De del primer moment, l'estil mogol va fer del retrat d'estil realista una forta característica, generalment en el perfil, i potser influenciat pels gravats occidentals, que estaven disponibles a la cort mogol. Durant molt de temps els retrats eren sempre d'homes, sovint acompanyats de dones servents o concubines de forma generalitzada. Existeix però un debat acadèmic sobre la presència femenina en els retrats mogols. Alguns estudiosos exposen que no hi ha figures similars com les presentades en Jahanara Begum i Mumtaz Mahal, i altres atribueixen miniatures, com per exemple a les de l'àlbum de Dara Shikoh, conservada a la Freer Gallery of Art, per aquests famoses dones nobles. Una altra àrea de tema popular van ser els estudis realistes d'animals i plantes, majoritàriament flors. A partir dels retrats eqüestres del segle xvii, majoritàriament de governants, es van convertir en un altre tema artístic amb influències occidentals. L'única figura idealitzada de Riza Abbasi va ser un tipus d'art menys popular, però les escenes dels amants en un enquadrament de palau van esdevenir molt conegudes més tardà. Els dibuixos d'escenes de gènere, especialment mostrant homes sants, tant musulmans com hindús, van gaudir també d'una difusió força ampla.
Akbar tenia un àlbum, ara dispersat, format íntegrament per retrats de figures de la seva gran cort, el qual tenia un propòsit pràctic. Segons els seus cronistes, solia consultar-lo quan discutia de cites amb els seus assessors, aparentment per fer-li memòria del que deien les persones de les quals es parlava. Molts d'ells, com imatges de sants medievals d'occident, incorporaven objectes associats que ajudaven a identificar-los. tot i que les figures es trobin en un fons clar. Hi ha diversos retrats d'Akbar, però va ser sota els seus successors Jahangir i Xa Jahan que el retrat del governant es va consolidar fermament establert com un tema principal en la pintura en miniatura índia. Aquest es va estendre alhora tant en les corts musulmanes i indús a través d'aquesta font original.

En els segles xviii i xix els artistes indis que treballaven amb l'estil l'híbrid de companyia europea va produir àlbums en miniatures pels europeus que vivien a l'Índia com a part del Raj Britànic i els seus equivalents francesos i portuguesos. Alguns europeus van recollir o va rebre miniatures d'èpoques anteriors. Alguns àlbums de gran i petit format els va recollir Robert Clive, i actualment es troben al Victòria & Albert Museum de Londres. Altres van crear àlbums nous, que es concentraven en retrats animals, cases, i les possessions com cavalls que demostraven el nivell social d'aquest grup adinerat. En el segle xix les imatges dels indis amb els seus vestits tradicionals, sovint classificades com de tipus regional i ètnic, també van esdevenir força populars. Els mecenes mes reconeguts incloïen figures com les el coronel James Skinner de Skinner fama de Cavall, qui tenia una mare Rajput, i per pintures d'història natural. Mary Impey, esposa d'Elijah Impey, en va encarregar mes de tres-cents. I el Marquès Wellesley, germà del primer Duc de Wellington, en tenia mes de 2,500 miniatures.

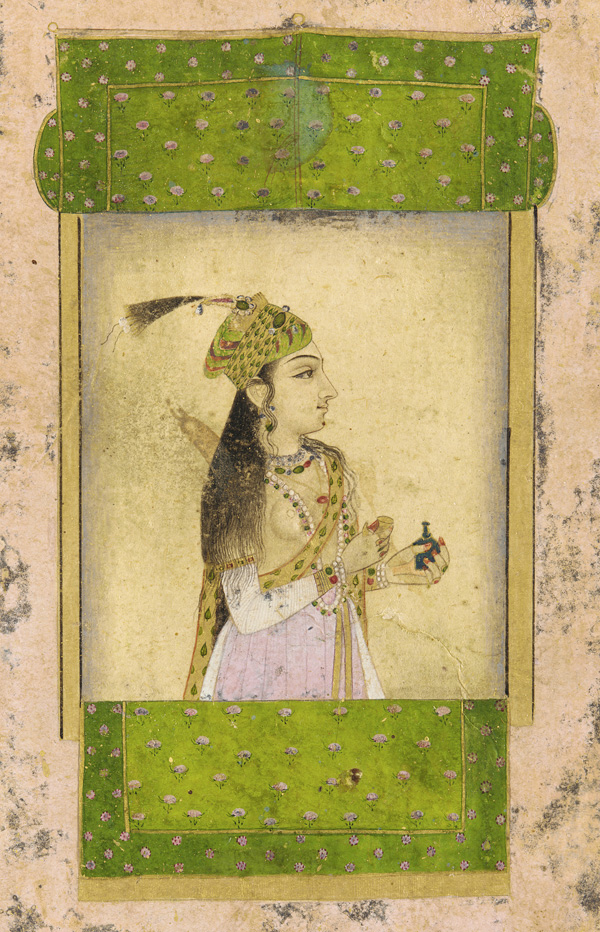
Una senyora noble, dinastia mogola, India. Segle XVII. Color i or sobre paper. Free Gallery of Art F1907.219.
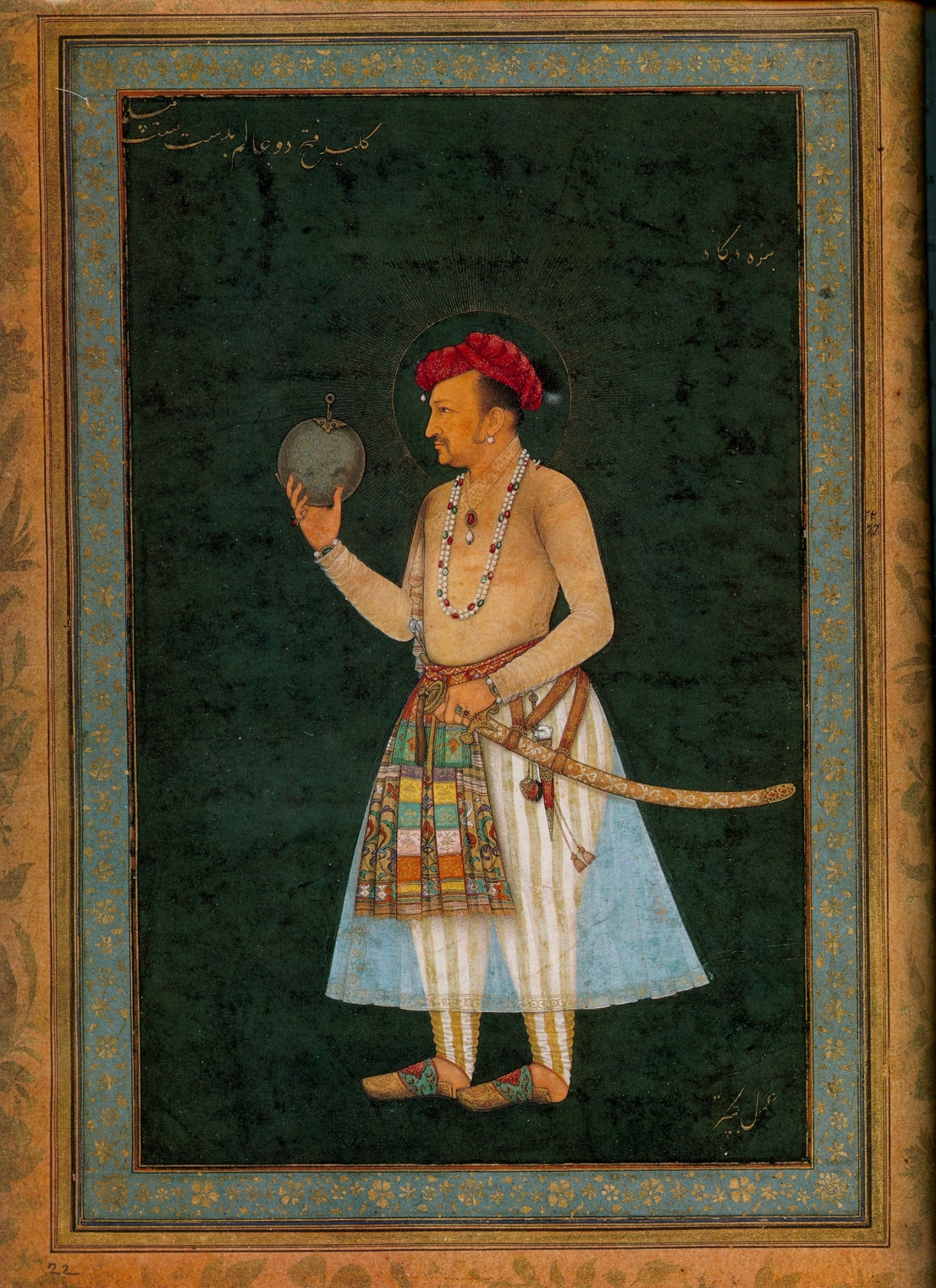
Jahangir sostenint un globus, 1614-1618. India.
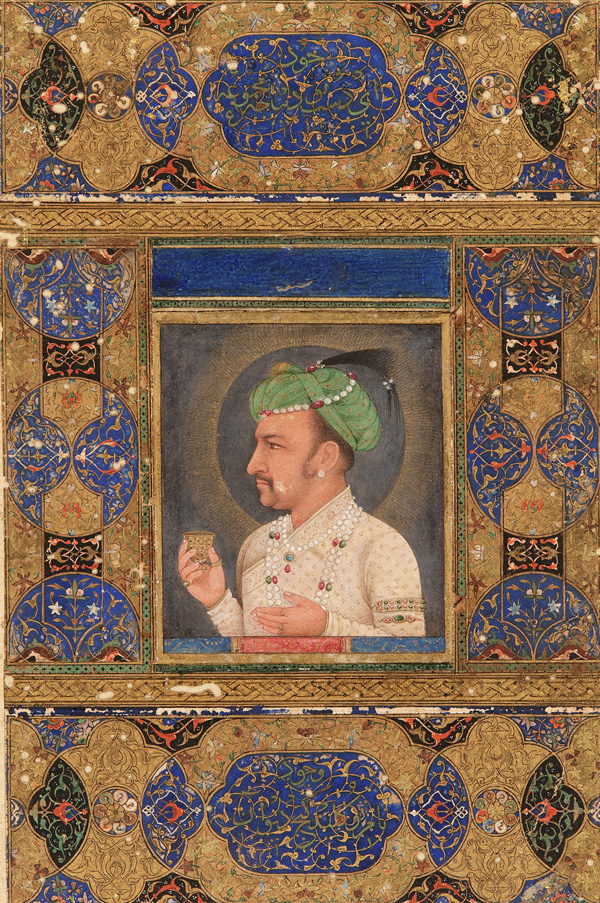
Jahangir, dinastia mogola, Regnat de Jahangir, segle xvii. India. Color i or sobre paper. Free Gallery of Art. F1907.187.
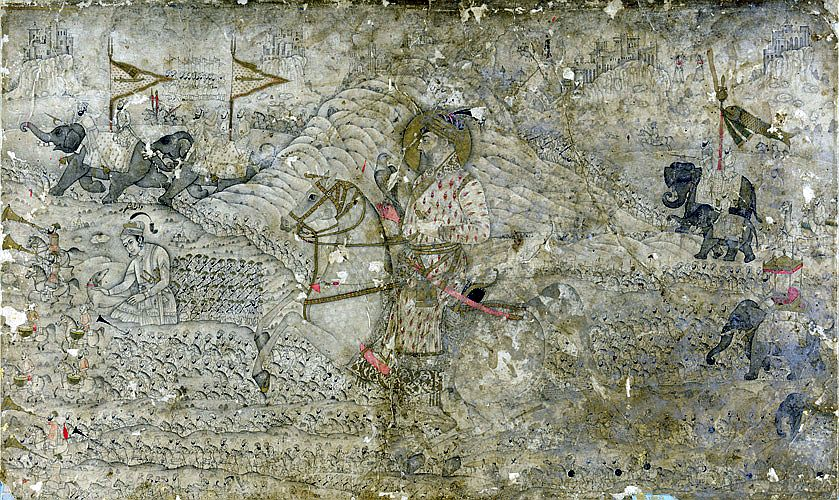
Xa Jahan I el seu fill Dara Shikoh caçant, India Mogola. c Segle XVII. Color i or sobre paper. Galeria Lliure Sackler F1907.196

## Ús dels àlbums

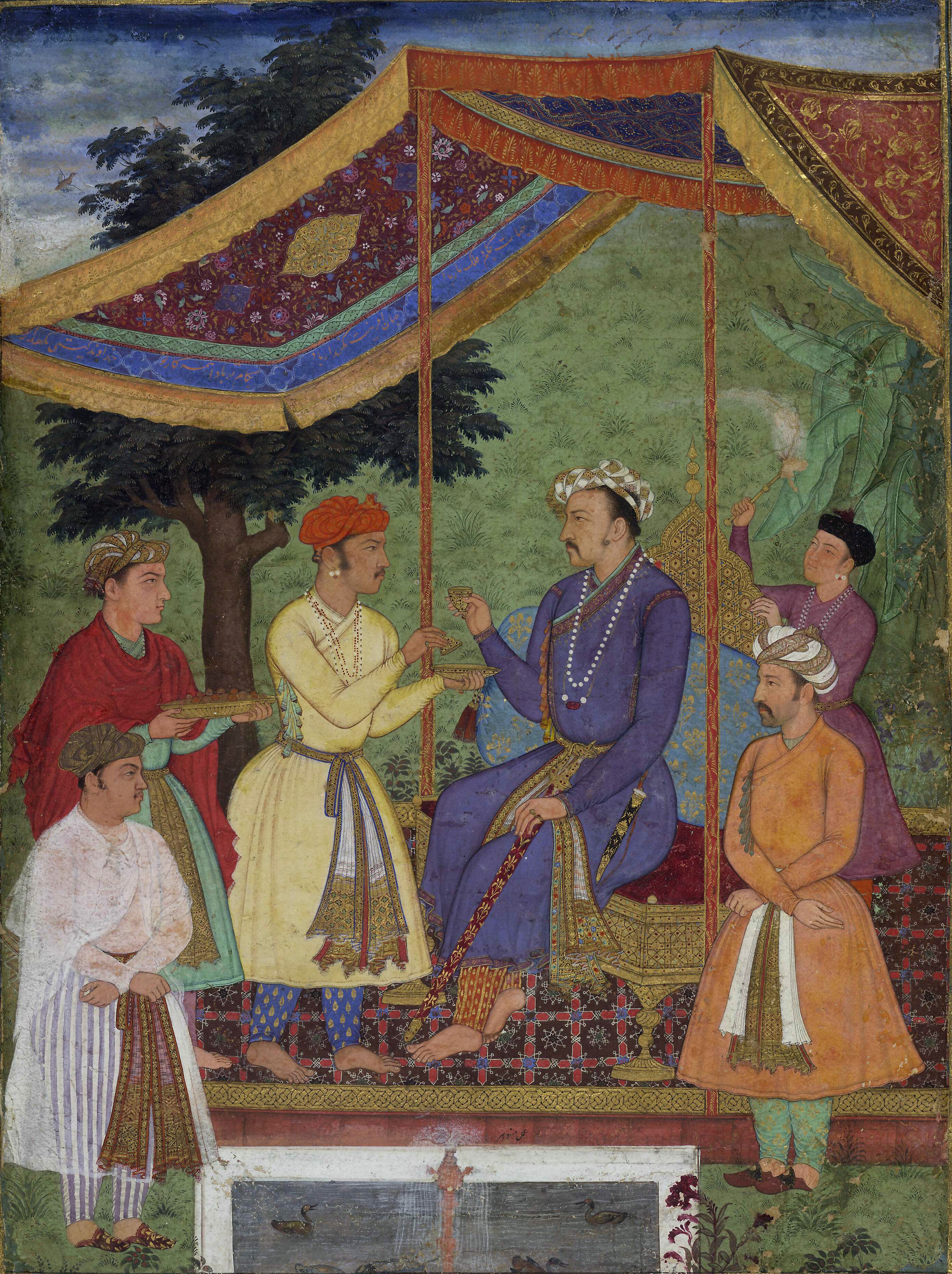
Manohar, Emperador Jahangir rebent els seus dos fills, un que pinta àlbum en pintura guaix sobre paper, c. 1605-6

Els àlbums sovint es presentaven com a regals per marcar una fita en la vida de la persona. Els cronistes recullen que quan el príncep persa Ibrahim Mirza va morir el 1577, a instàncies del xa Tahmasp I, la seva muller, la germana de Tahmasp, va destruir obres d'art incloent-hi un àlbum que contenia miniatures de Behzad entre d'altres, que el seu marit havia compilat i regalat a ella pel seu casament, rentant les miniatures en aigua. Potser no va voler que caiguessin en mans del seu germà que havia ordenat la seva mort, i que es va fer càrrec del taller del príncep. Els àlbums eren sovint presentaven als governants per demostrar la seva adhesió, o per l'any nou Turc. També es podien donar com a regals entre diplomàtics i governants.
Es va crear una muraqqa per al sultà Murad III el 1572 quan va accedir al tron, amb unes característiques molt inusuals, ja que es troba una dedicatòria que inclou la data i lloc de la creació: Istanbul, 980 aH/1572-73 aD. La muraqqa de Murad III, inclou també el nom del seu compilador Mehmed Cendercizade i va ser dissenyada de forma mes extravagant que les altres àlbums islàmiques, amb pintures de vores de pàgines originals nakkashane (estudi de pintura otomana). Aquesta muraqqa contenia pintures en miniatura, dibuixos de tinta i cal·ligrafia, incloent ghazals, incloent gazals. La muraqqa de Murad III incorpora vint-i-quatre miniatures creades a les ciutats de Bukhara a l'est de Pèrsia, Tabriz, Esfahan, i Qazvin (Pèrsia), i Istanbul dels segles XV i XVII. Té una introducció de dues pàgines escrites en persa, el qual és similar a l'estructura dels pròlegs de Timurid i Safavid, i indica que aquesta muraqqa va ser compilat a Istanbul menys de dos anys abans que Murad III esdevingués Sultà.
Un altre àlbum de la col·lecció reial otomana conté només imatges occidentals, sobre tot gravats, incloent un dibuix en bolígraf d'una Tira ornamenal amb Amorets i Penis, «per l'alegria des convidats a un sopar a Pera.» La col·lecció va ser aplegada probablement per un Florentí a finals del segle xv, un comerciant que vivia a Istanbul (on Pera era el barri dels occidentals). Les altres 15 imatges són un grup mixt de gravats florentins, sobretot impressions úniques (és a dir desconegudes), amb alguns temes religiosos i una impressió de colors de Mehmet II, qui aparentment va adquirir l'àlbum. És d'interessant pels historiadors de l'art, perquè només un petit grapat d'àlbums primerencs d'impressions occidentals van arribar a sobreviure. Els col·leccionistes i comerciants posteriors solien eliminar aquesta tipologia de gravats. El cas es que segurament eren força comuns entre els circuits artístics de l'Europa del seu temps.

### Exemples de la Cort Mogol
- L'Àlbum Salim, produït en el regnat d'Akbar el Gran, conté tant imatges cristianes i retrats cortesans hindús.
- L'Àlbums de Minto, del regnat de Xa Jahan, conté les miniatures que descriuen cortesans reials, jardins, i imatges de flora i fauna, envoltats per motius florals a les vores.
- L'Àlbum del Xa Jahan, ara dispersat, va ser partit per George Joseph Demotte, un comerciant europeu.

## En temps moderns
Abdur Rahman Chughtai va ser un pintor responsable del ressorgiment de la muraqqa al Pakistan el 1928 després de publicar el seu Muraqqa-jo Chughtai. Quan va començar en els anys 1910 la seva influència mes important era la mitologia hindú, però als anys 1920 es va inspirar en l'art islàmic incloent-hi la muraqqa, gazals i miniatures otomanes.
Utilitzant les eines emergents de les humanitats digitals, Sumathi Ramaswamy a Universitat de Duc ha recreat la forma d'una muraqqa mogol per seguir els itineraris del globus terrestre en els principis de la India moderna.